# Parafia św. Serafina w Lower Kalskag
Parafia św. Serafina – parafia prawosławna w Lower Kalskag, w dekanacie Russian Mission diecezji Alaski Kościoła Prawosławnego w Ameryce.